# III. třída okresu Rakovník
III. třída okresu Rakovník patří společně s ostatními třetími třídami mezi deváté nejvyšší fotbalové soutěže v Česku. Je řízena Okresním fotbalovým svazem Rakovník. Hraje se každý rok od léta do jara se zimní přestávkou. Vítěz každé ze skupin postupuje do II. třídy okresu Rakovník.

## Vítězové

### III. třída okresu Rakovník
| Ročník    | Vítězný tým             |
| --------- | ----------------------- |
| 2003/2004 | TJ Slabce               |
| 2004/2005 | TJ Tatran Rakovník „B“  |
| 2005/2006 | TJ Sokol Pustověty      |
| 2006/2007 | SK Olympie Rakovník     |
| 2007/2008 | TJ Český lev Kolešovice |
| 2008/2009 | SK Lány „B“             |
| 2009/2010 | TJ Sokol Srbeč          |
| 2010/2011 | TJ Sokol Janov          |
| 2011/2012 | TJ Český lev Kolešovice |
| 2012/2013 | TJ Sokol Sýkořice       |
| 2013/2014 | FC 05 Zavidov „B“       |
| 2014/2015 | SK Olympie Rakovník     |
| 2015/2016 | TJ Sokol Kroučová       |
| 2016/2017 | TJ Baník Rynholec       |
| 2017/2018 | TJ Baník Lubná          |
| 2018/2019 |                         |